# Can Rossell de la Muntanya
Can Rossell de la Muntanya és una masia de Gelida (Alt Penedès) protegida com a Bé Cultural d'Interès Local.

## Descripció
El mas està constituït per dos volums principals i diferents cossos annexes que s'han anat construint progressivament donant lloc a una estructura complexa amb un gran pati davanter orientat a sud i un posterior profundament transformat. Les construccions, no obstant, mantenen la seva estructura tipològica i no s'han afegit noves obertures, tot i que han estat tapiades part de les existents.

## Història
Antigament era conegut com lo mas de la Joncosa i can Duran de la Muntanya. El mas s'originà al segle xii, tot i que el mas que actualment es conserva data dels segles XIV a XVI, amb reformes de la segona meitat del segle xvii. Al segle xviii i XIX s'amplià amb diferents afegits.